# Ancora più scemo
Ancora più scemo (Trial and Error) è un film del 1997 diretto da Jonathan Lynn. Per sfruttarne il successo commerciale, il titolo italiano del film rimanda al precedente Scemo & più scemo di Peter Farrelly, con il quale non ha alcun legame eccetto la presenza di Jeff Daniels.

## Trama
Charlie, un giovane avvocato, sta per sposare Tiffany anche se non è innamorato di lei. Durante la festa di addio al celibato si ubriaca a tal punto da non poter andare in tribunale il giorno dopo per un'udienza. Decide così di farsi sostituire da Richard, un suo amico attore. Fuori dal tribunale Charlie incontra Billie, la cameriera dell'addio al celibato...

## Produzione

### Cast e personaggi
Charlize Theron e Jeff Daniels solo qualche anno prima di questo film avevano lavorato insieme nella realizzazione di Due giorni senza respiro di John Herzfeld.